# (73795) 1995 FH8
(73795) 1995 FH8 – planetoida z grupy trojańczyków okrążająca Słońce w ciągu 11,81 lat w średniej odległości 5,18 j.a. Została odkryta 26 marca 1995 roku w programie Spacewatch.